# Liste des prénoms écossais

## Remarques grammaticales
Il est difficile d’aborder l’anthroponymie écossaise sans aborder la grammaire des langues écossaises, tant les deux sont liés. En effet, les prénoms dits « écossais » peuvent provenir tant des langues germaniques (vieux norrois, scots et anglais) que des langues celtiques (picte, vieil irlandais, cambrien, irlandais, gaélique écossais) ou des langues latines (latin, vieux français, anglo-normand). De plus, le riche mélange de ces langues et de leur culture au cours des siècles jusqu'aujourd’hui encore a donné lieu à des échanges continuels de prénoms et de noms, s’accompagnant de déformations phonétiques.
Les déformations les plus apparentes aujourd’hui sont les anglicisations, sans doute parce qu’elles sont les lus proches de nous du fait de la domination de l’anglais depuis l’expulsion des Gaels. Ainsi, on retrouve l’anglicisation phonétique du vocatif gaélique (le cas grammatical exprimant l'interpellation directe d'une personne) dans de nombreux prénoms habituellement considérés comme écossais et souvent, l’orthographe anglaise est utilisée pour figurer la prononciation du vocatif. Au vocatif, les prénoms masculins subissent une lénition initiale (marquée par la lettre h) et une inflexion finale (marquée par la lettre i) tandis que les noms féminins ne subissent que la lénition. Ainsi la lénition et l’inflexion du vocatif modifient le son des noms lorsqu’on appelle les personnes et c’est ce son que l’anglicisation tente de reproduire, au lieu de celui du nominatif.
Exemples :
| Prénom gael au nominatif | Prénom gael au vocatif | Anglicisation |
| Màiri                    | a Mhàiri               | Mhàiri        |
| Seumas                   | a Sheumais             | Hamish        |
| Aonghas                  | Aonghais               | Angus / Innes |
| Cailean                  | a Chailein             | Colin         |
| Fionnlagh                | a Fhionnlaigh          | Findlay       |

Cette liste de prénoms écossais répertorie les prénoms d'origine écossaise, mais aussi les variantes et dérivés écossais de prénoms d'origine autre, et éventuellement des prénoms très usités en Écosse.
(m) = prénom masculin
(f) = prénom féminin 
(x) : prénom mixte
- Haut – A
- B
- C
- D
- E
- F
- G
- H
- I
- J
- K
- L
- M
- N
- O
- P
- Q
- R
- S
- T
- U
- V
- W
- X
- Y
- Z

## A
(m) Aonghas : anglicisé en Angus, du gaélique aon et gus signifiant choix unique, porté notamment par Aonghas MacDhòmhnaill
(m) Abhainn : prénom gaélique écossais signifiant « rivière ».
(f) Aigneas : variante écossaise du prénom Oanez ou Agnès, du celtique Oan signifiant Agneau
(m) Annas : prénom écossais
(m) Ailbeart : variante écossaise du prénom Aubert, du germanique Al signifiant tout et berth signifiant brillant
(f) Aileas : variante écossaise du prénom Adélaïde, du germanique Adal signifiant noble et Haid signifiant lande
(m) Ailean  : variante gaélique écossaise du prénom normand Alain (anglais: Allan). « Ailein » est la forme vocative.

## B
(m) Blaine : prénom écossais signifiant jaune, porté notamment par Blaine Capatch
(m) Bruce (en) : prénom écossais signifiant bruyère, porté notamment par Bruce Willis

## C
(m) Calum : anglicisé en Malcolm, porté notamment par Calum Worthy
(m) Clyde prénom venant de la région de Glasgow. Partie d'un ancien nom de royaume écossais, le Strathclyde. Porté notamment par Clyde Barrow
(m) Cormag : variante en gaélique écossais du prénom irlandais Cormac
(m) Craig : prénom écossais dérivé de différents noms de lieux en Écosse, porté notamment par Craig David
(m) Carron : prénom peu commun employé en Écosse. Le fondateur du clan des Scrimgeour s'appelait Sir Alaexander Carron Scrimgeour et ainsi le nom se transmet de génération en génération. Il y a deux endroits en Écosse qui portent aussi le nom : le 'Loch Carron près de Falkirk, et le 'Glen Carron' plus au Nord.

## D
(m) Dàibhidh : forme écossaise du prénom hébraïque David, porté notamment par Daibhidh Walker.
(m) Dòmhnall : anglicisé en Donald (en) : prénom écossais, porté notamment par Donald Sutherland
(m) Donan : prénom écossais signifiant petit brun en gaulois, porté notamment par Donan d'Eigg
(m) Douglas (en) : prénom écossais et mannois, porté notamment par Douglas MacArthur
(m) Donnchadh : anglicisé en Duncan : prénom écossais signifiant guerrier sombre (ou brun), porté notamment par Duncan Hamilton
(m) Darren : prénom d'origine gaélique signifiant Grand, porté notamment par Darren Aronofsky

## F
(m) Fearghas : variante écossaise du prénom Fergus
(m) Feargus : anglicisé en Fergus, prénom écossais et irlandais signifiant le choix de l'homme, porté notamment par Fergus Slattery
(m) Fife : prénom écossais, du nom de la région d'Écosse, au nord de Firth of Forth, porté notamment par Fife Symington
(m) Fillan : prénom écossais signifiant petit loup, porté notamment par Fillan of Pittenweem (en) (Saint Fillan)
(m) Fingal : prénom gaélique dérivé de fionn, « blond » et de Gall, « étranger », signifiant à l'origine « gaulois », puis par extension, les étrangers, en particulier les Vikings: les Gaels distinguaient les vikings blonds, les « fionn Gaill », c'est-à-dire les Norvégiens et les Suédois, des Vikings bruns ou « dubh Gall » (qui a donné le patronyme irlandais Dougal), c'est-à-dire les Danois. Porté notamment par le roi de l'île de Man Fingal Godfredson
(f) Fenella : forme écossaise du prénom irlandais Fionuala, porté notamment par Fenella Fielding (en)
(m) Forbes (homonymie) : prénom écossais signifiant champs, district, porté notamment par Forbes Kennedy

## G
(m) Gordon (en) : prénom écossais signifiant forteresse, porté notamment par Gordon Ramsay
(m) Gospatrick : prénom signifiant serviteur de Patrick
(m) Gowan : prénom écossais signifiant maréchal-ferrant, forgeron et par extension maître de forge, personnage considéré

## K
(m) Keir : prénom écossais signifiant noir, porté notamment par Keir Dullea
(m) Keith : prénom écossais signifiant bois ou vent, porté notamment par Keith Richards
(m) Kenneth : prénom écossais dérivé de deux prénoms gaéliques Cinaed et Cainnech, porté notamment par Kenneth Branagh
(m) Kentigern : prénom écossais signifiant chef blanc ou chef brillant, porté notamment par Kentigern de Glasgow (Saint Kentigern)
(m) Kyle : prénom écossais signifiant étroit en gaélique, porté notamment par Kyle Chandler
(f) Kennocha : prénom écossais
(m) Killian : prénom écossais signifiant conflit en gaélique .

## L
(m) Lachlan (en) : prénom écossais signifiant plaine du lac, courant en Australie, porté notamment par Lachlan Macquarie
(x) Laoghaire : prénom d'origine gaélique signifiant gardien de veau
(m) Logan (en) : prénom écossais signifiant petit trou, porté notamment par Logan Lerman

## M
(m) Machan : prénom écossais signifiant bon, fortuné en gaulois, porté notamment par Machan de Lemanaghan (saint)
(m) Machar : prénom écossais signifiant grand en vieil irlandais, porté notamment par Machar d'Aberdeen (en) (Saint Machar)
(m) Malcolm (en) : prénom écossais signifiant colombe, porté notamment par Malcolm McDowell
(x) Malise : prénom d'origine gaélique signifiant Serviteur de Jésus
(f) Moira : prénom irlandais, écossais et anglais, dérivé de l'irlandais Máire, forme du prénom Marie, porté notamment par Moira Kelly
(m) Muireall : prénom écossais signifiant mer blanche
(m) Murchadh : forme écossaise du prénom breton Morgad, porté notamment par le roi de l'île de Man Murchadh O'Brian
(m) Murdoch : forme écossaise du prénom breton Morgad, porté notamment par Murdoch Stuart
(m) Murray : prénom écossais, porté notamment par Murray Head

## T
(m) Teàrlach : variante écossaise du prénom Turlough signifiant assistant

## W
(m) Wallace : prénom anglais devenu populaire en Écosse à cause du patriote écossais sir William Wallace, porté notamment par Wallace Reid

## Source
- Tous les Prénoms celtiques d'Alain Stéphan - Éditions Jean-Paul Gisserot - Collection Terre des Celtes  (ISBN 2877473953)